# Llogarapas
De Llogarapas (Albanees: Qafa e Llogarasë) is een bergpas in het Keraunisch Gebergte aan de Albanese Rivièra. Het verbindt de Dukatvallei in het noorden met Himarë in het zuiden. Orikum is de dichtstbijzijnde stad aan de noordkant van de pas en het dorp Dhërmi in het zuiden.
De Llogarapas maakt ook deel uit van het Nationaal park Llogara, dat een oppervlakte van 10,1 km2 beslaat. In november 1912, tijdens de Himara-opstand, werd een Griekse eenheid gepositioneerd op de Llogarapas om de regio Himara te verdedigen tegen Ottomaans-Albanese aanvallen vanuit de richting van Vlorë.

## Sport
In 2025 was de Llogarapas een van de beklimmingen in de derde etappe van de Ronde van Italië. De Italiaan Lorenzo Fortunato kwam als eerste boven op de klim.